# NGC 2981
NGC 2981 је спирална галаксија у сазвежђу Лав која се налази на NGC листи објеката дубоког неба.
Деклинација објекта је + 31° 5' 53" а ректасцензија 9h 44m 56,6s. Привидна величина (магнитуда) објекта NGC 2981 износи 14,0 а фотографска магнитуда 14,8. NGC 2981 је још познат и под ознакама UGC 5208, MCG 5-23-32, CGCG 152-62, PGC 27925.